# ウエストランド ドレッドノート
ウエストランド ドレッドノート
- 用途：実験機
- 製造者：ウエストランド・エアクラフト
- 初飛行：1924年
- 生産数：1機
- 退役：1924年

ウエストランド ドレッドノート（Westland Dreadnought）は、ヴォエヴォドスキー（Woyevodsky）の考案した空力的に優れた胴体と主翼を評価するために郵便機用に設計された単発単葉固定翼の実験機である。本機はイギリスの航空機メーカーのウエストランド・エアクラフト社が英航空省のために設計/製作した。1機のみが製作されたが、最初の飛行で墜落してテストパイロットに重傷を負わせた。

## 設計と開発
ドレッドノートは、ロシアの発明家M・ヴォエヴォドスキーの理論を基にした未来的な設計と製造方法が特徴の機体であった。風洞の中での理論の予備的試験が試みられ、ある程度の成功を収めるとこの設計案は機体設計のためにウエストランド社に引き渡された。この時の設計案は翼幅70 ftの双発機であった。
この設計は胴体を含む機体全体が翼型に連なる先進的な空力性能を有する設計で、当時の英国機としては珍しく主翼には支柱や張線が無かった。
波状パネルの外皮で覆われ畝の刻まれた全金属製のこの構造は近代的な応力外皮構造に匹敵するものかもしれなかった。
もう一つの先進的な装備はフェイルセーフを考慮した射出機構であった。
引き込み式の降着装置を備えた双発機として発案されていたが、この機体は固定式降着装置付きの出力450 hpを発生するネイピア ライオン II 液冷 V型12気筒 エンジン搭載の単発機となった。

## 運用の歴史
ドレッドノートが完成するとパイロットのアーサー・スチュアート・キープ（Arthur Stewart Keep）はタクシング試験と短距離の低空ジャンプ飛行を行い、1924年 5月9日に最初の試験飛行へ飛び立った。機体は最初は安定していたが直ぐに操縦不能な状態に陥ったことが分かり、間もなく高度約100フィートでドレッドノートは失速して墜落した。キープは機体から投げ出されて重傷を負い、後には両脚を切断することになった。事故後キープは引退することなく 1935年まで会社に留まった。この失敗の後にドレッドノートの開発は放棄されたが、この過程で生み出され使用されたアイデアは明らかに航空機の進歩であり、現在でも高い評価を受けている。

## 要目
出典: 
諸元
- 乗員: 2
- 定員: 8
- 全長: 17.08 m （56 ft 0 in）
- 全高: 4.98 m （16 ft 4 in）
- 翼幅: 21.19 m（69 ft 6 in）
- 翼面積: 78.1 m2 （840 ft2）
- 空虚重量: 2,556 kg （5,623 lb）
- 運用時重量: 3,136 kg （6,900[8] lb）
- 有効搭載量: kg （lb）
- 最大離陸重量: kg （lb）
- 動力: ネイピア ライオン II 液冷 V型12気筒 エンジン、336 kW （450 hp）   × 1

性能
- 最大速度: 164 km/h  102 mph